# The National Trust for Scotland
National Trust for Scotland (NTS) je skotská charitativní organizace, která vlastní, spravuje a obhospodařuje historické památky, území a kulturní odkazy ve Skotsku. NTS vlastní na 127 nemovitostí, včetně hradů, zámků a zřícenin, 760 kilometrů čtverečních území a zaměstnává 500 lidí. Celkem je pod NTS registrováno 290 000 členů organizace.

## Seznam nemovitostí a území pod správou NTS

### Aberdeen and Grampian
- Castle Fraser
- Craigievar Castle
- Crathes Castle
- Drum Castle
- Fyvie Castle
- Haddo House
- Leith Hall
- Mar Lodge Estate & Mar Lodge
- Pitmedden Garden

### Angus
- Angus Folk Museum
- Barry Water Mill
- Camera Obscura, Kirriemuir
- Finavon Doocot
- House of Dun & Montrose Basin Nature Reserve
- rodiště J. M. Barrieho, Kirriemuir

### Argyll, Bute and Loch Lomond
- Arduaine Garden
- Ben Lomond
- Bucinch & Ceardach
- Crarae Garden
- Geilston Garden, Cardross
- Hill House, v Helensburghu
- Tighnabruaich rozhledna

### Ayrshire and Arran
- Bachelor's Club
- Brodick Castle
- Culzean Castle
- Goatfell
- Souter Johnnie's Cottage

### Central Scotland
- Alloa Tower
- Bannockburn
- Ben Lawers
- Cunninghame Graham Memorial
- Dollar Glen
- Menstrie Castle
- Moirlanich Longhouse
- The Dunmore Pineapple

### Dumfries & Galloway
- Broughton House
- Bruce's Stone
- Grey Mare's Tail Nature Reserve
- Murray Isles
- Rockcliffe
- rodiště Thomase Carlyle
- Threave
- Venniehill

### Edinburgh & the Lothians
- Caiy Stane
- Gladstone's Land
- House of the Binns
- Inveresk Lodge Garden
- Malleny Garden
- Newhailes
- No 28 Charlotte Square
- Preston Mill & Phantassie Doocot
- The Georgian House

### Fife
- Balmerino Abbey
- Falkland Palace
- Hill of Tarvit
- Kellie Castle
- Culross

### Greater Glasgow and Clydesdale
- Black Hill
- Cameronians' Regimental Memorial
- David Livingstone Centre muzeum Davida Livingstona
- Greenbank Garden
- Holmwood House
- Hutchesons' Hall
- Kittochside,
- Parklea, Port Glasgow
- Pollok House
- The Tenement House
- Weaver's Cottage

### Inverness, Nairn, Moray & The Black Isle
- Boath Doocot
- Brodie Castle
- Culloden
- Miller House & Hugh Miller's Cottage

### Lochaber
- Glencoe & Dalness
- Glenfinnanský pomník (Glenfinnan Monument)

### Northern Isles
- Fair Isle
- vybraná území na ostrovech Unst a Yell

### Perthshire
- Branklyn Garden
- Craigower
- Dunkeld
- Killiecrankie
- Linn of Tummel
- The Hermitage

### Ross-shire
- Balmacara Estate & Lochalsh Woodland Garden
- Corrieshalloch Gorge National Nature Reserve
- Falls of Glomach
- Inverewe Garden
- Kintail & Morvich
- Shieldaig Island
- Strome Castle
- Torridon
- West Affric

### Scottish Borders
- Harmony Garden
- Priorwood Garden
- Robert Smail's Printing Works
- St Abb's Head National Nature Reserve

### West Coast Islands
- Burg (Isle of Mull)
- Canna
- Iona
- Macquarie Mausoleum
- Mingulay, Berneray & Pabbay
- St. Kilda
- Staffa National Nature Reserve